# United States v. One Tyrannosaurus Bataar Skeleton
United States v. One Tyrannosaurus Bataar Skeleton (1:13-cv-00857) é um julgamento do Tribunal Distrital dos Estados Unidos de 2013 para o Distrito Sul de Nova York referente a uma ordem solicitada do governo dos Estados Unidos para apreender um esqueleto de Tarbosaurus importado da Mongólia (referido a como um Tyrannosaurus bataar no título do caso) relacionado à lei de contrabando e à aplicabilidade da lei mongol nos Estados Unidos.
A forma do estilo deste caso - o réu sendo um objeto, em vez de uma pessoa jurídica - é porque este é um caso de jurisdição in rem (poder sobre objetos), ao invés do caso mais familiar in personam (sobre pessoas).

## História

Funcionários aduaneiros com o esqueleto

No início de 2012, o empresário da Flórida Eric Prokopi importou um esqueleto de Tyrannosaurus bataar (ou Tarbosaurus bataar) da Mongólia para o Reino Unido. De lá, ele o importou para os Estados Unidos declarando no formulário alfandegário de importação que o esqueleto era originário da Grã-Bretanha. O esqueleto foi vendido em leilão em Nova York pela Heritage Auctions em 20 de maio daquele ano por mais de US$ 1 milhão. No entanto, o governo da Mongólia declarou interesse no esqueleto e obteve uma ordem de restrição impedindo a conclusão da venda. Isso ocorreu porque a Constituição da Mongólia declara que todos os fósseis de dinossauros são "culturalmente significativos" e não podem ser removidos da Mongólia sem o consentimento do governo. O esqueleto foi reconhecido pela paleontóloga mongol Bolortsetseg Minjin como vindo da Mongólia. Os paleontólogos examinaram o esqueleto e confirmaram que era de origem mongol e não britânica, como indicavam os documentos de importação. O Ministério Público dos Estados Unidos apresentou uma queixa ao tribunal com relação aos documentos de importação falsos e à apreensão do esqueleto com o objetivo de repatriá-lo para a Mongólia.
Prokopi argumentou contra isso, alegando que a maior parte do esqueleto já estava nos Estados Unidos e não fazia parte do carregamento que tinha documentos de importação falsos alegando que era do Reino Unido em vez da Mongólia. Ele também argumentou que o Tyrannosaurus bataar também poderia ser encontrado na China e não apenas na Mongólia, então havia dúvidas se o esqueleto pertencia à Mongólia. Ele também argumentou que, embora a Constituição da Mongólia proibisse a exportação de artefatos "culturalmente significativos", ela não se aplicava à lei dos Estados Unidos.

## Julgamento

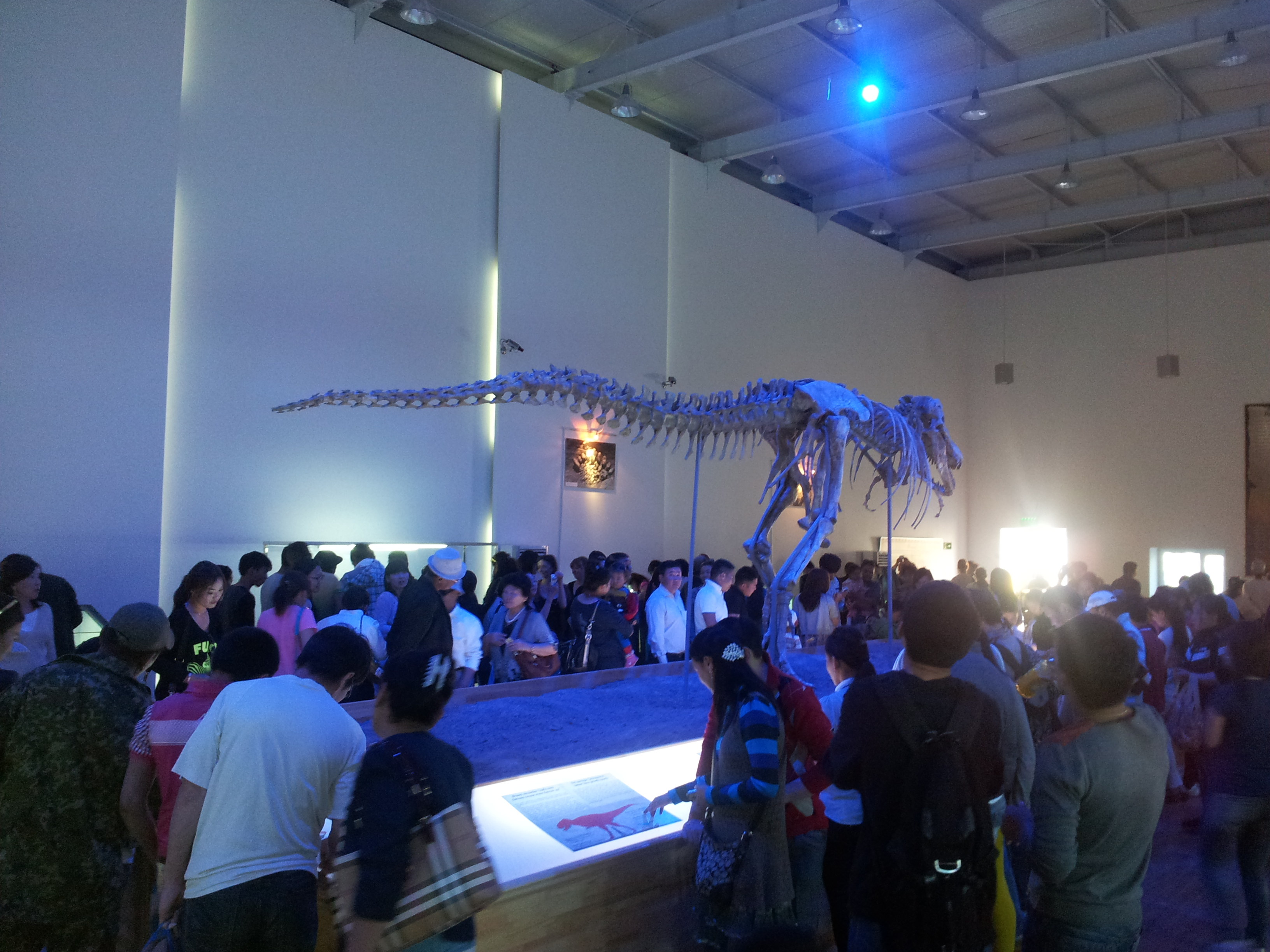
Espécime repatriado para a Mongólia dos EUA em 2013

Em outubro de 2012, Prokopi foi preso em relação ao esqueleto de Tyrannosaurus bataar, bem como a outros dois esqueletos de dinossauros sob a acusação de conspiração para contrabandear mercadorias ilegais, possuir propriedade roubada e fazer declarações falsas, uma acusação de contrabando de mercadorias para os Estados Unidos e uma acusação de venda interestadual e recebimento de mercadorias roubadas. Como parte de seu acordo judicial, ele concordou em desistir de todas as reivindicações sobre os esqueletos. Como resultado da retirada do título do esqueleto, em 2013 o juiz indeferiu a reclamação de Prokopi e concedeu aos Estados Unidos o direito de apreender o esqueleto para devolvê-lo à Mongólia. Prokopi foi posteriormente preso por três meses. Em maio de 2013, os Estados Unidos devolveram o esqueleto à Mongólia, onde foi exposto em um museu pop-up na Praça Sukhbaatar na capital, Ulaanbaatar, e depois exibido em Darkhan.

## Legado
O caso foi posteriormente citado como precedente para o princípio de que o governo pode fornecer evidências paleontológicas se um país de origem for obscurecido. O caso também gerou uma discussão na mídia americana sobre o efeito do "contrabando de dinossauros".
Em 2015, o ator americano Nicolas Cage devolveu um crânio de Tyrannosaurus bataar que havia comprado em 2007 (após superar Leonardo DiCaprio). O crânio foi comprado de uma galeria que já vendeu fósseis contrabandeados por Prokopi.